# Elleanthus lateralis
Elleanthus lateralis är en orkidéart som beskrevs av Leslie Andrew Garay. Elleanthus lateralis ingår i släktet Elleanthus och familjen orkidéer.
Artens utbredningsområde är Ecuador. Inga underarter finns listade i Catalogue of Life.